# 艾騰·伊格言
艾騰·伊格言（1960年7月19日—），亞美尼亞裔的加拿大男導演，致力於發掘關於故鄉亞美尼亞歷史的真相。

## 生平
他出生於埃及開羅，父母親都是亞美尼亞人，而為了紀念埃及第一次成功試驗了核反應爐，於是便以原子（atom）為他取名；而後為了更好的生活，於是他的父母親帶著全家在1963年遷往加拿大。
他小時候拒絕認同自己的亞美尼亞血統，不過上了多倫多大學後逐漸發現不能逃避承認自己的亞美尼亞血統，所以以加入該校的亞美尼亞學生會為開端，試著要去瞭解亞美尼亞的歷史真相。

## 作品列表

### 長片
| 年份 | 標題                | 導演 | 編劇 | 製片人 |
| ---- | ------------------- | ---- | ---- | ------ |
| 1984 | 《喜相逢》          | 是   | 是   | 是     |
| 1987 | 《闔家觀賞》        | 是   | 是   | 未掛名 |
| 1989 | 《念白部份》        | 是   | 是   | 是     |
| 1991 | 《售後服務》        | 是   | 是   | 是     |
| 1993 | 《月曆》            | 是   | 是   | 是     |
| 1994 | 《色情酒店》        | 是   | 是   | 是     |
| 1997 | 《意外的春天》      | 是   | 是   | 是     |
| 1999 | 《意外的旅程》      | 是   | 是   | 否     |
| 2002 | 《A級控訴》         | 是   | 是   | 是     |
| 2005 | 《赤裸真相》        | 是   | 是   | 執行   |
| 2006 | 《堡壘》（Citadel） | 是   | 是   | 是     |
| 2008 | 《愛慕拼圖》        | 是   | 是   | 是     |
| 2009 | 《色·誘》           | 是   | 否   | 否     |
| 2013 | 《魔谷奇案》        | 是   | 否   | 否     |
| 2014 | 《雪地迷蹤》        | 是   | 是   | 是     |
| 2015 | 《我記得》          | 是   | 否   | 否     |
| 2019 | 《特別嘉賓》        | 是   | 是   | 是     |
| 2023 | 《七層紗》          | 是   | 是   | 是     |

### 短片
| 年份 | 標題                                              | 導演 | 編劇 | 附註                                                       |
| ---- | ------------------------------------------------- | ---- | ---- | ---------------------------------------------------------- |
| 1979 | 《特別是霍華德》（Howard in Particular）          | 是   | 是   |                                                            |
| 1980 | 《畢業後和爸爸一起》（After Grad with Dad）       | 是   | 是   |                                                            |
| 1981 | 《西洋鏡》（Peep Show）                           | 是   | 是   |                                                            |
| 1982 | 《打開房門》（Open House）                        | 是   | 是   |                                                            |
| 1985 | 《男人：激情遊樂場》（Men: A Passion Playground） | 是   | 否   |                                                            |
| 1991 | 《路過》（En passant）                            | 是   | 是   | 《蒙特利尔六重奏》章節                                     |
| 1995 | 《阿希爾的肖像》（A Portrait of Arshile）         | 是   | 是   |                                                            |
| 2000 | 《線路》（The Line）                              | 是   | 是   | 《前奏曲》章節                                             |
| 2001 | 《僑民》（Diaspora）                              | 是   | 否   |                                                            |
| 2007 | 《阿爾托雙比爾》（Artaud Double Bill）            | 是   | 是   | 《給康城的情書》章節                                       |
| 2013 | 《蝴蝶》（Butterfly）                             | 是   | 否   | 《威尼斯70周年：重啟未來》（Venezia 70 Future Reload）章節 |

### 電視電影
| 年份 | 標題                              | 導演 | 編劇 | 製片人 |
| ---- | --------------------------------- | ---- | ---- | ------ |
| 1986 | 《在這個角落》                    | 是   | 否   | 否     |
| 1993 | 《嚴重不當行為》                  | 是   | 否   | 否     |
| 1997 | 《薩拉班德》                      | 是   | 是   | 是     |
| 1988 | 《無所求》（Looking for Nothing） | 是   | 是   | 否     |
| 2000 | 《克拉普最後的磁帶》              | 是   | 否   | 否     |

## 外部連結
- Ego Film Arts （页面存档备份，存于） – 官方網站
- Atom Egoyan （页面存档备份，存于） Faculty page at European Graduate School (Includes biography, filmography, photos and video lectures)
- 艾騰·伊格言在互联网电影资料库（IMDb）上的資料（英文）
- 在AllMovie上Atom Egoyan的頁面（英文）
- CTV.ca Filmmaker Egoyan set to teach at U. of Toronto （页面存档备份，存于）
- Discussion of Egoyan's film, Calendar by Ron Burnett （页面存档备份，存于）
- Literature on Atom Egoyan （页面存档备份，存于）